# Paul Frank (Drehbuchautor)
Paul Frank, auch Paul Franck (* 14. April 1885 als Paul Frankl in Wien; † 20. März 1976 in Los Angeles, Kalifornien, USA) war ein österreichischer Schriftsteller und Drehbuchautor.

## Leben
Paul Frank machte sich einen Namen als Autor leichter Lustspiele, bevor er gegen Ende des Ersten Weltkriegs Kontakte zum Film knüpfte. Er war Teil der Wiener Literatenszene im Café Central und verfasste als Romancier und Stückeschreiber allein oder in Zusammenarbeit mit anderen Schriftstellern etwa 40 Lustspiele und etwa ein Dutzend Prosawerke. In den 1920er Jahren schrieb er auch Buchrezensionen für das Neue Wiener Journal.
Gegen Ende des Ersten Weltkrieges, als sich die österreichische Filmwirtschaft im Aufbruch befand, wurde er als Drehbuchautor entdeckt. Er verfasste unter anderem das Drehbuch zum österreichischen Monumentalfilm von Michael Curtiz Harun al-Rashid (1924). Nach einem Angebot des Ufa-Direktors Erich Pommer verließ Frank 1930 Wien und übersiedelte nach Berlin. Dort verfasste er mehrere Drehbücher, darunter jenes zu Die Drei von der Tankstelle (1930, gemeinsam mit Franz Schulz), womit ihm der Durchbruch gelang.
Nach der Machtergreifung der Nationalsozialisten kehrte er mit seiner Frau, der Fotografin Edith Barakovich, zunächst in seine Heimatstadt zurück. Als 1936 aufgrund eines Abkommens mit Deutschland auch in Österreich keine Möglichkeit für Juden mehr bestand, an Filmen mitzuwirken, schrieb er anonym an Drehbüchern mit. So etwa 1937 mit Gina Kaus an Whisky und Soda. Zugleich schrieb er als Theaterkritiker für die Wiener Allgemeine Zeitung.
Nach dem Anschluss Österreichs 1938 emigrierte er nach Frankreich. Anschließend flüchtete er über Spanien nach Casablanca in Marokko. Dort warteten sie auf Einreisevisa in die Vereinigten Staaten. In dieser von ihr als ausweglos empfundenen Situation nahm sich seine Frau im Dezember 1940 das Leben.
1939 war er ungenannter Co-Autor von Lilian Harveys letztem Film Serenade (1940). 1941 schließlich gelangte Frank auf einem spanischen Schiff nach New York. Im Juni 1942 übersiedelte er nach Kalifornien, wo er vom gerade für diese Zwecke eingerichteten European Film Fund und dem Regisseur George Froeschel bei der Einfindung in die Filmindustrie Hollywoods unterstützt wurde. Frank erhielt probeweise einen Jahresvertrag bei Columbia und zählte von nun an zu den vertriebenen europäischen Filmschaffenden, die wöchentlich mit 100-Dollar-Schecks bezahlt wurden. Seine Drehbuchentwürfe wurden jedoch nicht realisiert. Nach Ablauf des Vertrags dürfte Frank in der „Poverty Row“ gelandet sein, jener Straße, die das Zentrum der Billig-Filmgesellschaften darstellte.
Frank gelang es nicht, sich in den neuen Lebens- und Arbeitsbedingungen einzufinden und seine Versuche, Drehbücher und Ideen anzubringen, blieben erfolglos. Lediglich 1947 erlangte er nochmals Anerkennung als Mitautor von Howard J. Green, als die beiden das Drehbuch zu The Invisible Wall verfassten.
Aufgrund eines schweren Augenleidens musste Frank schließlich von seiner zweiten Frau betreut werden. Die Freundschaft mit George Froeschel und Gina Kaus blieb bis zu Franks Tod 1976 aufrecht.

## Werke (Auswahl)
Romane
- 1916: Das Mangobaumwunder (mit Leo Perutz)
- 1917: Der Gepard
- 1922: Colibri (1924 verfilmt)
- 1927: Fahrt nach Sorrent

Theaterstücke
- Eine Nacht im Grandhotel
- Ludwig XIV. Schwank in 3 Akten (1928 in Hollywood verfilmt).

## Filmografie
Eine Auswahl von Filmen, zu denen Frank Drehbücher verfasst hat:
Stummfilme
- 1918: Die Nacht der Mary Murton (mit Friedrich Porges; Ö, Regie: Friedrich Porges)
- 1918: Don Juans letztes Abenteuer (mit Fritz Freisler; D, Regie: Karl Heiland)
- 1918: Der Mandarin (mit Fritz Freisler; Ö, Regie: Fritz Freisler)
- 1919: Boccaccios Liebesnächte
- 1924: Harun al-Rashid (Ö, Regie: Michael Curtiz)
- 1924: Die Rache der Pharaonen (Ö, Regie: Friedrich Fehér)

Tonfilme
- 1930: Die Drei von der Tankstelle (mit Franz Schulz; D, Regie: Wilhelm Thiele)
  - 1930: Le chemin du paradis (französische Version)
- 1931: Ihre Hoheit befiehlt (mit Billy Wilder, Robert Liebmann; D, Regie: Hanns Schwarz)
  - 1931: Princesse, à vos ordres! (französische Version)
  - 1933: Adorable (Hollywood-Remake)
- 1931: Der falsche Ehemann (mit Billy Wilder; D, Regie: Johannes Guter)
- 1931: Der Hochtourist  (mit Irma von Cube; D, Regie: Alfred Zeisler)
- 1931: Eine Nacht im Grand Hotel (mit Erich Fejer; D, Regie: Max Neufeld)
  - 1931: La femme de mes rêves (französische Version)
- 1932: Der Frechdachs (mit Irma von Cube, Fritz Falkenstein; D, Regie: Carl Boese, Heinz Hille)
  - 1932: Vous serez ma femme (französische Version)
- 1933: Ein bißchen Liebe für Dich (mit Ludwig Hirschfeld; D, Regie: Max Neufeld)
  - 1932: Monsieur, Madame et Bibi (französische Version)
  - 1932: Due cuori felici (italienisches Remake)
  - 1933: Yes, Mr Brown (britisches Remake)
- 1935: Alles für die Firma (mit Peter Herz; Ö, Regie: Rudolf Meinert)
- 1935: Der Kosak und die Nachtigall (mit Leo Perutz; Ö, Regie: Phil Jutzi)
- 1938: Josette (USA, Regie: Allan Dwan)
- 1947: The Invisible Wall (mit Howard J. Green; USA, Regie: Eugene Ford)